# Tommaso Fazello
Tommaso Fazello, parfois francisé Thomas Fazet, nait à Sciacca en 1498 et décède à Palerme le 8 avril 1570. C'est un dominicain, chroniqueur et archéologue italien.
Il est connu pour être le père de l'histoire sicilienne et son  De Rebus Siculis Decades Duae, publiée à Palerme en 1558, fut le premier ouvrage imprimé sur le sujet. On lui doit la redécouverte des antiques cités d'Akrai, Selinus et Heraclea Minoa. Il a aussi mis au jour les ruines du temple de Zeus Olympien à Akragas. En 1555, il enseigna au sein du Couvent Saint-Dominique à Palerme.

## Biographie
Tommaso Fazello nait à Sciacca en Sicile, en 1498.
Après avoir fait ses premières études à Palerme, il entre dans l’Ordre des Prêcheurs, et étudie les Pères de l'Église et des théologiens les plus célèbres. Il fréquente ensuite les écoles de Rome et de Padoue, et reçoit dans cette dernière ville le titre de docteur.
Pendant son séjour à Rome, il se lie d’amitié avec Paul Jove, et c'est à sa sollicitation que Fazello entreprend d’écrire l’histoire de la Sicile.
De retour à Palerme, il est chargé de professer la philosophie. Obligé de partager tous ses moments entre ses devoirs de professeur et les exercices de religion, il se réduit à ne faire qu’un seul repas vers la fin du jour et à ne donner que quelques heures au sommeil, afin de pouvoir satisfaire sa passion toujours croissante pour l’étude. Fazello se délasse de l’aridité des recherches historiques par la lecture des poètes et des orateurs anciens, ou par la composition de quelques pièces de vers qu’il ne confiait qu’à ses plus intimes amis. Il prêche un carême avec un concours immense d’auditeurs et un succès qui accroit encore sa réputation. Il obtient plusieurs dignités dans son ordre, et on voulut l’en élire supérieur général en 1558 ; mais il refuse.
Fazello meurt à Palerme le 8 avril 1570, et est inhumé dans le cloître de son couvent.

## Ouvrage
Le seul ouvrage qu’il ait laissé est le suivant : De rebus siculis decades duæ, Palerme, 1558, in-fol. ; ibid., 1560, in-fol. ; Wechel l’a inséré dans ses Rerum sicularum scriptores, 1579, et Burmann dans son Thesaurus antiquitatum, t. 10 ; enfin, Statella en a fait réimprimer la première décade avec un supplément et des remarques critiques, Catane, 1749, in-8°. L’Histoire de Sicile par Fazello a été traduite en italien par Remigio Fiorentino, Venise, 1574, in-4° : cette édition est rare ; Martin Lafarina en a donné une nouvelle, corrigée des fautes d’impression qu’on trouve dans la première, Palerme, 1628, in-fol. Cette histoire est très-estimée pour l’exactitude des faits, la saine critique qui y règne et l’élégance du style. Giacomo Bosio est le seul qui n’ait pas rendu justice à l’ouvrage de Fazello ; mais Bosio écrivait l’histoire des chevaliers de Malte, et Fazello les avait traités avec peu de ménagement. Mongitore cite encore cet écrivain des Sermons en manuscrit.

## Œuvres
- (la) Tommaso Fazello, De rebus Siculis decades duae, nunc primum in lucem editae. His accessit totius operis index locupletissimus, Palermo, apud Ioannem Matthaeum Maidam et Franciscum Carraram, 1558 (lire en ligne)
- (it) Tommaso Fazello, Le due deche dell'historia di Sicilia ... tradotte dal Latino in lingua Toscana da Remigio Fiorentino, Venezia, appresso Domenico, & Gio. Battista Guerra fratelli, 1573 (lire en ligne)

## Crédit d'auteurs
- (en) Cet article est partiellement ou en totalité issu de l’article de Wikipédia en anglais intitulé « Tommaso Fazello » (voir la liste des auteurs).